# Parafia św. Marii Magdaleny w Warszawie (rzymskokatolicka)

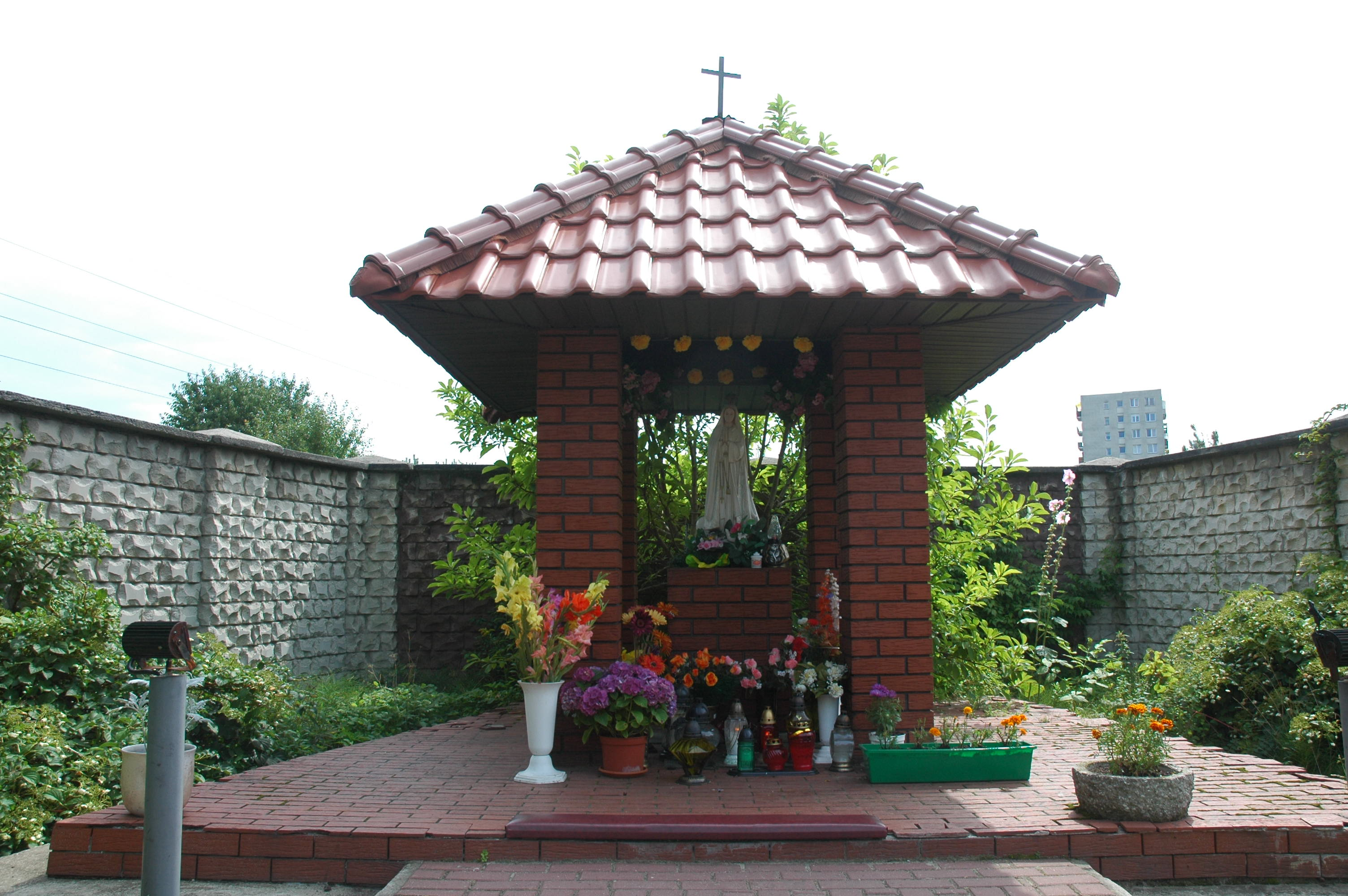
Kapliczka Matki Boskiej Fatimskiej przy kościele

Parafia św. Marii Magdaleny w Warszawie – parafia rzymskokatolicka należąca do dekanatu bródnowskiego, diecezji warszawsko-praskiej, metropolii warszawskiej Kościoła katolickiego, w Warszawie. Obsługiwana przez księży diecezjalnych.

## Historia
26 lutego 1930 r. ks. Stanisław Mystkowski odprawił na terenie schroniska i kuchni dla bezrobotnych na Annopolu (dzisiaj ul. Annopol 3) pierwszą mszę świętą. Od 2 marca 1930 r. kapelanem schroniska na Annopolu był ks. Tadeusz Zimiński, który w 1932 r. przebudował drewnianą szopę na kaplicę.
Parafia została erygowana 1 marca 1939 r. przez abp Stanisława Galla. W wyniku działań wojennych kaplica i budynki parafialne uległy zniszczeniu a liczba mieszkańców Annopola spadła o prawie 90%. W związku z tym w dniu 4 kwietnia 1945 r. zawieszono działalność parafii. W miejscu parafii powstały w latach późniejszych Zakłady Mięsne „Żerań”.
W 1972 r. w związku z rozbudową osiedli na Bródnie starania o odtworzenie parafii na Annopolu podjął ks. Romuald Gawlik. 25 maja 1979 r., po siedmiu latach starań, na tydzień przed I pielgrzymką Jana Pawła II do Polski, władze wydały zgodę na budowę kościoła. 22 grudnia 1979 r. wyznaczono lokalizację przy ul. Echa Leśne. 15 grudnia 1980 r. parafię reaktywował kard. Stefan Wyszyński.
Budowę świątyni według planów architektów Ryszarda Trzaski i Janusza Olszewskiego rozpoczął Ks. Romuald Gawlik. 18 listopada 1982 r. kamień węgielny (wyjęty z dawnej świątyni) poświęcił i wmurował arcybiskup Józef Glemp. Prace budowlane kontynuował i zakończył ks. Stanisław Rawski. 9 maja 1989 r. świątynię konsekrował kard. Józef Glemp.

### Kościół parafialny
Murowany z cegły, dwukondygnacyjny, obłożony piaskowcem na frontonie i dwóch ścianach, kryty blachą. W dachu po lewej stronie ołtarza umieszczono duży świetlik.
Na ścianie ołtarzowej znajduje się duży krzyż, dzieło Jerzego Machaja, i postacie Matki Bożej, św. Jana i św. Marii Magdaleny malowane na desce. Ołtarz, ambonka i posadzka wykonane są z marmuru.

### Kaplica
W kaplicy pojednania wisi malowany na drewnie poliptyk (pentaptyk), dzieło Elwiry Burskiej-Szubarga i Marii Niewiadomskiej. W pełni złożony poliptyk ukazuje symbole Ewangelistów. Po rozłożeniu w części centralnej widzimy Jezusa ukazującego się św. Marii Magdalenie, a na skrzydłach sceny: Narodzenie Pańskie, Wesele w Kanie Galilejskiej, Ostatnia Wieczerza i Modlitwa Jezusa w Ogrójcu. Po pełnym rozłożeniu skrzydła przedstawiają świętych: św. Brata Alberta Chmielowskiego, św. Kazimierza, św. Stanisława BM, św. Piotra, św. Pawła, św. Wojciecha BM, św. Stanisława Kostkę, św. Maksymiliana.

## Plebania
Połączona z kościołem, zbudowana w latach 1986–1988.

## Proboszczowie
- ks. Romuald Gawlik (1980–1983)
- ks. Stanisław Rawski (1983–1994)
- ks. Kazimierz Zoch-Chrabołowski (1994–1999)
- ks. Andrzej Dybek (1999–2009)
- ks. Wojciech Zdun (od 2009)